# جوانی هم عالمی دارد
جوانی هم عالمی دارد فیلمی به کارگردانی و نویسندگی عباس دستمالچی محصول سال ۱۳۴۹ است.

## داستان
مردی جوان به همسر زیبایش ظنین است، در حالی که زن در کمال نجابت زندگی می‌کند و تنها رازی که از همسرش پنهان کرده‌است وجود برادر معتادی است که از او مخفیانه نگهداری می‌کند. شوهر به خیال غافلگیری در یک لحظهٔ بحرانی نزدیک است که برادر همسرش را به قتل برساند، اما واقعیت آشکار می‌شود و شوهر نیز کمک می‌کند که برادر همسرش به بیمارستان منتقل شده و معالجه شود.

## بازیگران
- فرخ ساجدی
- لی‌لی
- جهانگیر غفاری
- ویکتوریا
- هاله (سیمین دیوسالار)
- میرمحمد تجدد
- ایران قادری
- جمشید مشایخی
- محسن آراسته